# 奥田民生になりたいボーイ 出会う男すべて狂わせるガール
『奥田民生になりたいボーイ 出会う男すべて狂わせるガール』（おくだたみおになりたいボーイ であうおとこすべてくるわせるガール）は、渋谷直角による日本の漫画作品およびそれを原作とした日本映画。

## 概要
『SPA!』（扶桑社）にて2014年3月4日から同年4月4日の期間に4話までが短期連載された。
2015年7月30日、連載分に残りのエピソードを加えたものが単行本として発売された。

## 登場人物
コーロキ・ユウジ
本作の主人公。35歳。雑誌編集者。中学時代、音楽番組で見た奥田民生の着飾らない自然なスタイルに衝撃を受け、以来、奥田民生のような男になりたいと思い続けてきた。家電雑誌『ゲットガジェ』からライフスタイル雑誌『マレ』の編集部へと異動してきた。
天海あかり（あまみ あかり）
アパレル会社「GOFFIN＆KINGS」の美人プレス（広報）。
ヨシズミ
『マレ』編集部に務めるコーロキの先輩社員。
編集長
『マレ』の編集長。
エトー
『マレ』編集部の社員。
アマグリ
『マレ』編集部の社員。
倖田シュウ（こうだ シュウ）
フリーライター。志村けんのファン。
美上ゆう（みかみ ゆう）
『マレ』でコラムを連載しているコラムニスト。編集部内では遅筆で有名。
江藤未希子（えとう みきこ）
「GOFFIN＆KINGS」の女社長。
武藤イサオ（むとう イサオ）
コーロキの同級生。35歳。
弁瀬 升夫（べんぜ ますお）
カメラマン。43歳。

## 書誌情報
- 渋谷直角 『奥田民生になりたいボーイ 出会う男すべて狂わせるガール』 扶桑社 、全1巻
  1. 2015年7月23日発売 ISBN 978-4-594-07288-9

## 映画
『奥田民生になりたいボーイと出会う男すべて狂わせるガール』のタイトルで、2017年9月16日に公開された。監督は大根仁、主演は妻夫木聡。物語のモチーフである奥田民生の楽曲が全編にわたり使用される。製作委員会名として「民生ボーイと狂わせガール」の略称が使われている。

### キャスト
- コーロキ：妻夫木聡
- 天海あかり：水原希子
- ヨシズミ：新井浩文
- 美上ゆう：安藤サクラ
- 江藤美希子：天海祐希
- 倖田シュウ：リリー・フランキー
- 木下：松尾スズキ

### スタッフ
- 原作：渋谷直角「奥田民生になりたいボーイ 出会う男すべて狂わせるガール」（扶桑社刊）
- 監督・脚本：大根仁
- 音楽：岩崎太整
- 製作：市川南、中山道彦
- エグゼクティブプロデューサー：山内章弘、金吉唯彦、津嶋敬介
- 企画：鈴木俊明、福冨薫
- プロデューサー：平部隆明、市山竜次
- 協力プロデューサー：馬場千晃
- 音楽プロデューサー：北原京子
- 撮影：宮本亘
- 美術：都筑雄二
- 照明：冨川英伸
- 録音：渡辺真司
- 助監督：二宮孝平
- 制作担当：田辺正樹
- 編集：大関泰幸
- 記録：井坂尚子
- キャスティング：新江佳子
- VFXスーパーバイザー：菅原悦史
- スタイリスト：伊賀大介
- タイトルバック/エンドロール演出 ： 中島賢二
- 装飾：西村徹
- ヘアメイク：細川昌子、吉田佳奈子
- タイトルバック・
- 配給：東宝
- 制作プロダクション：ホリプロ、オフィスクレッシェンド
- 制作協力：東宝映画
- 製作：「民生ボーイと狂わせガール」製作委員会（東宝、ソニー・ミュージックアーティスツ、ホリプロ、パルコ、電通、オフィスクレッシェンド、扶桑社、KDDI、エイジアクロス、日本出版販売、GYAO）